# Kaliwerk Gewerkschaft Schwarzburg
Das stillgelegte Kalibergwerk Gewerkschaft Schwarzburg liegt unweit östlich von Seega in Thüringen.
Die Gesellschaft wurde am 24. November 1906 gegründet. Die handelsrechtliche Eintragung als „Gewerkschaft Schwarzburg“ nach Schwarzburg-Rudolstädtischem Recht erfolgte erst vier Jahre später. Jetzt begannen auch die Abteufarbeiten am Schacht Schwarzburg. Im Frühsommer 1910 erreichte man die Endteufe von 744,6 m. Im Älteren Steinsalz wurden zwei Sohlen angeschlagen: die 724,6- und die 732,6-m-Sohle. Im Örterbau wurde Carnallitit gewonnen und zur Weiterverarbeitung mittels Seilbahn zum benachbarten Kaliwerk Günthershall befördert. Die Einstellung der bergbaulichen Gewinnungsarbeiten auf der Grundlage des § 83a der Stilllegungsverordnung erfolgte im Jahr 1923. Der Schacht Schwarzburg wurde im Dezember 1926 mit einem Betondeckel verschlossen.

## Die geologischen und hydrogeologischen Lagerstättenbedingungen
Das Grubenfeld des stillgelegten Kalibergwerkes „Gewerkschaft Schwarzburg“ liegt im Bereich der Hermundurischen Scholle, einer NW-SE streichenden regional-geologischen Einheit im Nordostabschnitt des Thüringer Beckens und besitzt hier eine Breite von ca. 7 km. Diese geologische Lagerungsstruktur wird auch als „Roßlebener Sattel“ – begrenzt im Norden von der Kyffhäuser-Crimmitzschauer und im Süden von der Finne-Störungszone – bezeichnet.
Die Lagerstätte ist dem Südharz-Typus zuzuordnen. Mit dem Schacht ist ein Carnallititlager von 31 m Mächtigkeit, einem Streichen von WSW-ENE und einem Einfallen von 7 Grad Süd aufgeschlossen.
Die hangende Partie der Salzlagerstätte ist 17 m mächtig und weist einen K2O-Gehalt von durchschnittlich 10,2 % auf. Einer mittleren Partie von 8 m Mächtigkeit und durchschnittlich 8,4 % K2O folgt die unbauwürdige liegende Partie von 5,5 m Mächtigkeit, die als Übergangszone zum Älteren Steinsalz anzusehen ist. Die Grubenaufschlüsse zeigen einen regelmäßig und einfach abgelagerten Kaliflözhorizont, ohne Verwerfungen oder sonstige Störungen. Das Lager streicht WNW-ESE und fällt mit 9 Grad nach Süden ein. Der anstehende Trümmercarnallitit ist 19 m mächtig und hat einen Durchschnittsgehalt von 10,1 % K2O.
Hydrogeologisch ist das gesamte Gebiet durch die starke Wasserführung des Buntsandsteins, insbesondere der Rogensteinzonen des Unteren Buntsandsteins, geprägt. Zuflüsse beim Abteufen der Schächte bis zu 4 m³/min waren nicht selten. Schacht „Schwarzburg“ hatte von Anbeginn große Wasserzuflüsse in der Schachtröhre, die 1912 durch Risse in der Tübbingsäule bei Teufe 129,6–140,1 m mit 40 l/min austraten. Von 1915 bis 1923 wurden durchschnittlich 5–10 l/min Schachtwässer in Auffangrinnen zu einem 40 m³–Bassin geleitet, der unterhalb der Tübbingsäule installiert war. Von hier aus wurden die Wässer nach Übertage in Förderwagen verbracht. Die tägliche Menge betrug 30–40 Förderwagen.
Verantwortlich für diese Zuflüsse dürften die Schichten bei 127–143 m Teufe (dort zeigten sich sogenannte Laugendrusen) und bei Teufe 227 m (dort steht stark schlämmender Sandstein an) sein.
1925 ereignete sich im Abbau 0 ein Laugeneinbruch mit einer Zuflussmenge von 8 bis 11 l/min, die zum allmählichen Ersaufen des Grubenfeldes führte. Diese Zuflüsse stammten aus einer bis in den Salzton hochgebrochenen schornsteinartigen Aushöhlung mit ca. 2 m Durchmesser und einer Gesamthöhe von 12 m. Die Wetter rochen nach Petroleum. In Strecken und Abbauen (Abbaue 0 bis 3 West, vergleiche nebenstehendes Risswerk) stand ca. 10–20 cm Lauge.
Die in den beiden Querschlägen 85 m nördlich der streichenden Strecke eingebrachten Dämme von 1,5 m Höhe hatten bereits im Oktober/November 1925 einen Laugenstand von 1,1 bis 1,2 m Höhe.
Die Laugen hatten folgende Zusammensetzung: K2O 1,5–3,8 g/l; MgO 133,3–144,9 g/l; CaO 85,0–105,0 g/l; Cl 350,0–370,1 g/l; Eisenoxid 0,4–0,8 g/l (Werte vom 11. Februar – 18. März 1925, Zufluss 11,1–13,3 l/min).
Ab 1. Dezember 1925 gab es keine Kontrolle über den Laugenausfluss mehr, da die Fördereinrichtungen abgerissen wurden. Das relativ schnelle Ersaufen der Grube dürfte durch Zuflüsse von Tageswässern bewirkt worden sein (möglich auch durch den Wetterkanal, der erst 1935 verfüllt wurde).

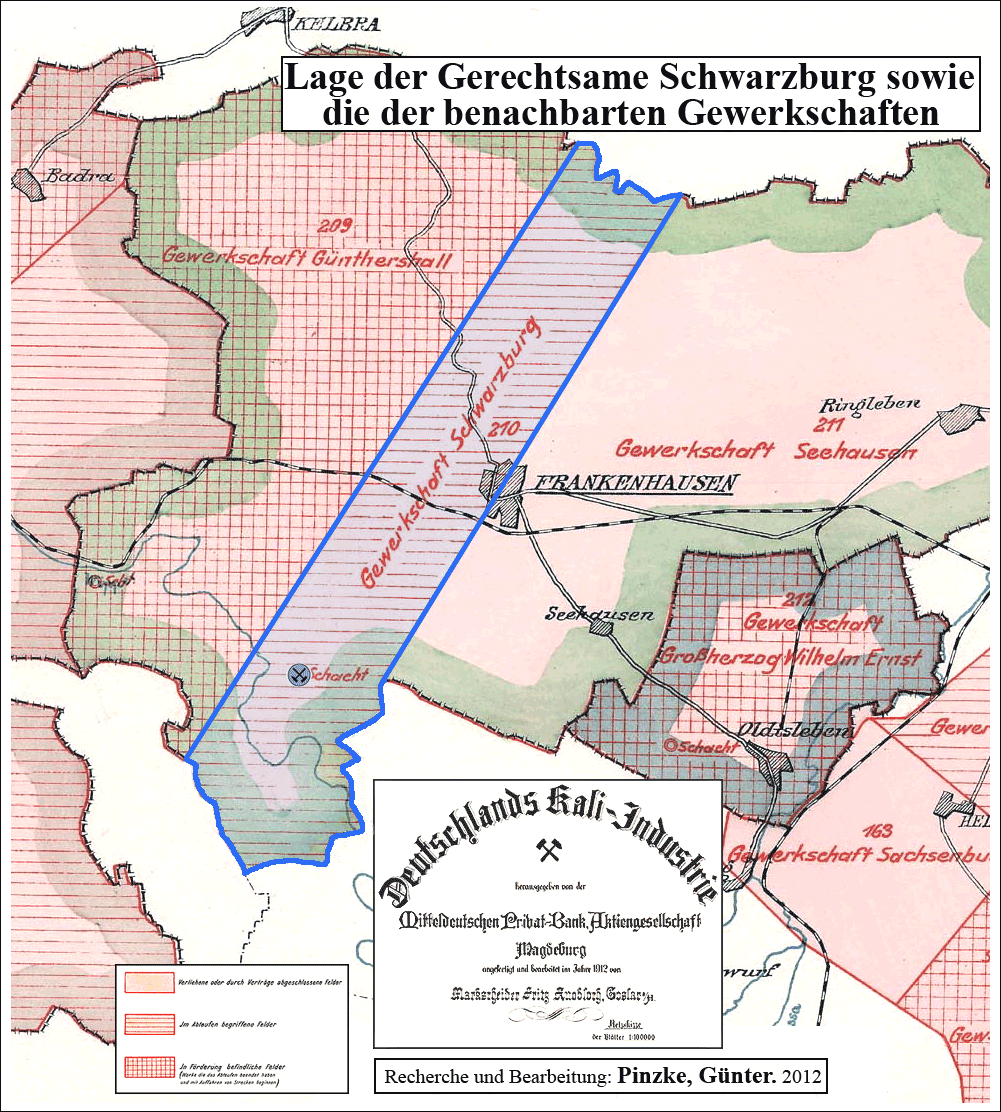
Lage der Bergwerksgerechtsame „Gewerkschaft Schwarzburg“

## Der Betrieb des Kaliwerkes

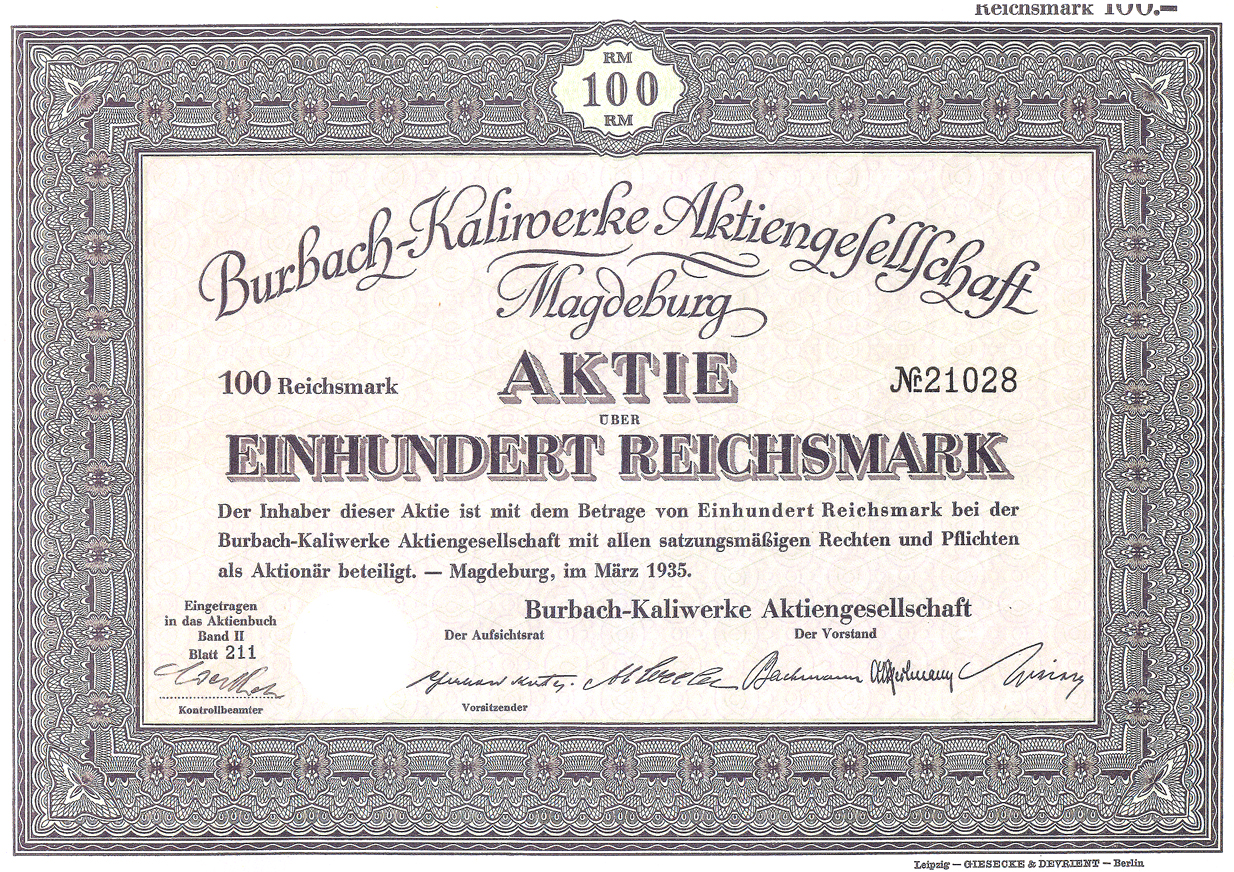
Aktien-Schein der Burbach-Kaliwerke A.-G.

### Die finanziell-betriebswirtschaftlichen Verhältnisse
Gründung: Am 24. November 1906 durch Kommerzienrat Franz Ohrtmann, Sondershausen, Kommerzienrat Friedrich Lindemann, Halberstadt und Bankdirektor August Strassen, Bochum. Handelsgerichtlich wurde diese bergbauliche Gewerkschaft am 22. Dezember 1910 als Gesellschaft Schwarzburg-Rudolstädtischen-Rechts eingetragen.
Anzahl der Kuxe:
Die ehemalige Gewerkschaft Schwarzburg war in 1000 Kuxe eingeteilt.
Gerechtsame:
Die Gewerkschaft erwarb von der Gewerkschaft Günthershall 94.045.600 m² eines Kali-Terrains in der Unterherrschaft Frankenhausen östlich einer Demarkationslinie, welche über die Arensburg und den westlichen Teil des Ortes Seega nach Norden zwischen dem Kyffhäuser und dem Brandberg hindurchgeht und nach Süden und Norden die Landesgrenzen schneidet. Die Bergwerksgerechtsame Seehausen wurde später der Gewerkschaft Günthershall für 800.000 M zurück verkauft. Die Gerechtsame Schwarzburg betrug danach noch 27.167.700 m². 1913 erhielt die Gewerkschaft in der Flur Seega und Günserode das Bergwerkseigentum in 6 Feldern von 13.000.000 m² Größe zum Abbau der dort lagernden Kalisalze. Im gleichen Jahre begann auch die Förderung.
Abgabeverpflichtungen:
15 % der auszuschüttenden Ausbeute mussten an den Schwarzburg-Rudostädtischen Staat gezahlt werden. Außerdem wurden 0,30 RM für jede angefangene Maßeinheit von 40 ar an den Thüringischen Staat abgeführt.
Beteiligungsziffer:
Ab 1. Februar 1913: 2,67 ‰. Ende 1921: 4,6905 ‰. Ende 1923: 4,3174 ‰. 1924: 4,1809 ‰.
1925: 4,1001 ‰. 1926: 4,0616 ‰. 1927: 4,0133 ‰.

### Der Schachtbau

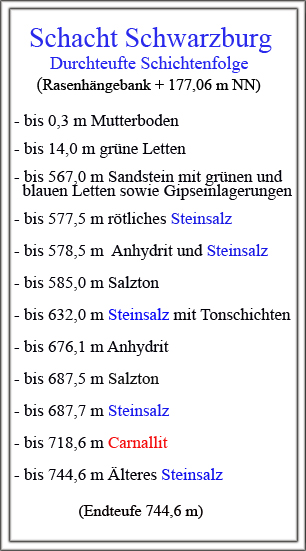
Geologisches Profil des Schachtes Schwarzburg

Die Gewerkenversammlungen vom 20. Januar und 11. Juni 1910 beschlossen den Beginn des Schacht- und Werksbaus, des ersteren durch die Deutsche Schachtbau-Gesellschaft Nordhausen. Die Kosten wurden durch eine von der Gewerkschaft Günthershall übernommene Anleihe von 1,5 Millionen und jene 0,8 Millionen M bestritten, welche Günthershall an Schwarzburg für die überlassene Gerechtsame Seehausen bar bezahlt hatte.
Der Bau des Schachtes begann am 5. Dezember 1910 in der Gemarkung Seega. Der bei 171,06 m ü. NN angesetzte Schacht hatte Ende 1911 eine Teufe von 250 m erreicht. Im Mai 1912 hatte der Schacht eine Teufe von 440 m erreicht und wurde bis 257,7 m mit gusseisernen Tübbings ausgebaut. Von 257,7 m bis zur Endteufe von 744,60 m wurde der Schacht Schwarzburg ausgemauert. Das Steinsalzlager wurde bei 567 m Teufe und das Kalilager bei 687 m Teufe angefahren und letzteres mit einer Mächtigkeit (Geologie) von 30,8 m durchteuft. Das Carnallitlager wurde durch zwei Sohlen aufgeschlossen. Es zeigte sich in regelmäßiger Lagerung mit einem durchschnittlichen K2O-Gehalt über 10 %.
Der Schacht „Schwarzburg“ ist nicht mit Nachbaranlagen durchschlägig. Sein Durchmesser beträgt 5,25 m, der Schachtsicherheitspfeiler 100 m.
| Teufe (m) | Höhe über Normalnull | Ausbauart                                                                                       | Bemerkung                             |
| --------- | -------------------- | ----------------------------------------------------------------------------------------------- | ------------------------------------- |
| 0         | +177,06              | Mauerung                                                                                        | Rasenhängebank                        |
| 2         | +175,06              | Mauerung                                                                                        | Wetterkanal (September 1935 verfüllt) |
| 6         | +171,06              | Mauerung                                                                                        |                                       |
| 125       | +46,06               | gusseiserne Tübbings                                                                            | Wasserzuflüsse                        |
| 179       | −4,94                | gusseiserne Tübbings                                                                            | Wasserzuflüsse                        |
| 186       | −14,94               | gusseiserne Tübbings                                                                            | Wasserzuflüsse                        |
| 226       | −54,94               | gusseiserne Tübbings                                                                            | 400 l/min                             |
| 257,7     | −86,64               | gusseiserne Tübbings                                                                            |                                       |
| 567       | −395,94              | Mauerung (Wandstärke 0,30 m im Salzton innerhalb des Kalilagers und im Steinsalz 4-Stein stark) | Steinsalzlager                        |
| 687       | −515,94              | Mauerung (Wandstärke 0,30 m im Salzton innerhalb des Kalilagers und im Steinsalz 4-Stein stark) | Kalilager                             |
| 656,2     | −546,74              | Mauerung (Wandstärke 0,30 m im Salzton innerhalb des Kalilagers und im Steinsalz 4-Stein stark) | Kalilager                             |
| 724,6     | −547,54              | Mauerung (Wandstärke 0,30 m im Salzton innerhalb des Kalilagers und im Steinsalz 4-Stein stark) | Wettersohle                           |
| 726,65    | −555,59              | Mauerung (Wandstärke 0,30 m im Salzton innerhalb des Kalilagers und im Steinsalz 4-Stein stark) | I. Füllort- oder Hauptsohle           |
| 744,6     | −573,54              | Mauerung (Wandstärke 0,30 m im Salzton innerhalb des Kalilagers und im Steinsalz 4-Stein stark) | Endteufe                              |

### Aus- und Vorrichtung, Abbau- und Versatzverfahren
Im Jahre 1913 begannen die Streckenauffahrungen. Anfang 1914 ruhte der Grubenbetrieb, weil alle Anstrengungen zur Wasserförderung aus der Schachtröhre aufgewendet werden mussten. Im Oktober 1922 wurde durch das Bergamt die Abbaugenehmigung erteilt und man begann mit dem Auffahren einer Verbindungsstrecke zur benachbarten Schachtanlage Günthershall.
Die Ausrichtung des Grubenfeldes erfolgte durch Querschläge und streichende Strecken. Die Strecken waren 2,2 m hoch und 3 m breit (im Füllortbereich 4 m). Als Abbauverfahren wurde söhliger Örterbau mit folgenden Parametern betrieben:
Abbaubreite: 8–11 m; Abbaulänge: 70–110 m; Pfeilerbreite: zwischen 7 m und 20–26 m; Abbauhöhe: 10 m; Durchhiebe:  je einer mit 3 m Breite und 2,2 m Höhe.
Die Abbauverluste betrugen 64 %, die angebauten Mächtigkeiten im Hangenden betrugen 1–10 m (bedingt durch söhligen Abbau und Einfallen des Lagers). Teufe des Baufeldes: 735 m; Größe des Baufeldes: 14.000 m².
1924 wurden die Abbaue 1–6 Ost bis 2 m unter die Firste, im südlichen Teil mit „Hochversatz“ versetzt. Als Versatzmaterial verwendete man Steinsalz und Haldenschutt. Die nicht versetzte Fläche der Grubenbaue beträgt 4.600 m².

## Die fabrikatorische Verarbeitung der Rohsalze

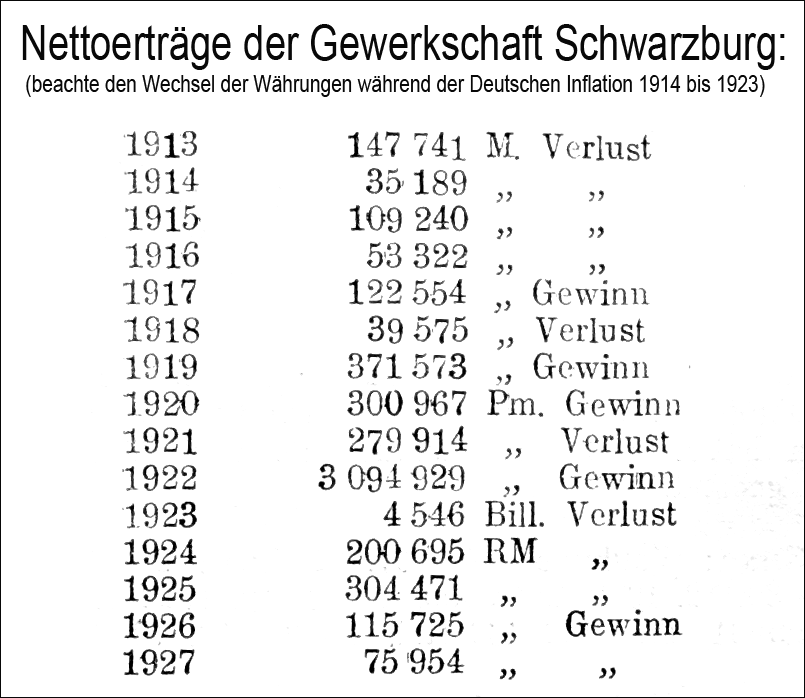
Nettoerträge des Kaliwerkes „Gewerkschaft Schwarzburg“ in den Jahren 1913–1927

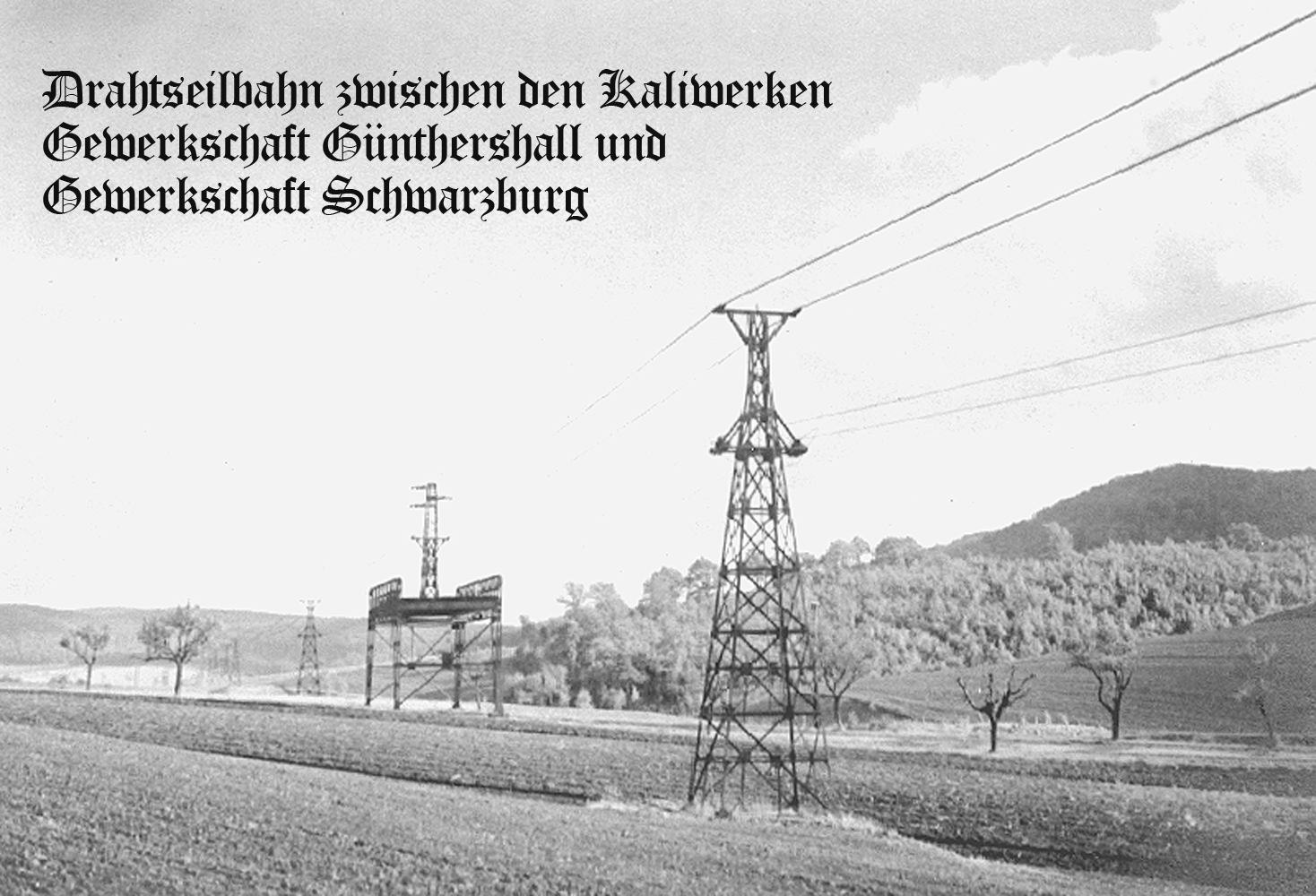
Ansicht der Drahtseilbahn zwischen den Kaliwerken Günthershall und Schwarzburg

Das Rohsalz wurde in der Kalifabrik der benachbarten Schachtanlage Günthershall verarbeitet. Zum Transport wurde eine Seilbahn nach Göllingen gebaut. Hinzu transportierte diese das Rohsalz, zurück erreichten Fabrikrückstände und andere zu versetzende Materialien das Kaliwerk Schwarzburg. Die Seilbahn hatte eine Länge von 3,5 km. Trotz der anderenorts stattfindenden Rohsalzverarbeitung besaß das Kaliwerk Schwarzburg eine Endlaugenkonzession für die Hauptwipper auf täglich 3.000 dz Carnallit. Diese nutzte letztendlich das Werk Günthershall, welches auch den gesamten Absatz übernahm.

## Die Stilllegung des Kaliwerkes

### Anlass/Rechtsgrundlagen
Zu Beginn des 20. Jahrhunderts erlebte die Bohrtätigkeit in Deutschland zur Suche von Kalisalz und Steinkohle einen wahren Boom. Um die Ausuferung der Schaffung immer neuer Kaliwerke (sowie auch Steinkohlengruben) und damit Überproduktionen zu unterbinden, beschloss der preußische Landtag auf Antrag des Abgeordneten Karl von Gamp-Massaunen u. a. das „Gesetz, betreffend die Abänderung des Allgemeinen Berggesetzes vom 24. Juni 1865/1892, vom 5. Juli 1905 (G.B.S. 265)“, so bezeichnet als Lex Gamp.
Es führte zunächst zu einer vorläufigen Mutungssperre von zwei Jahren auf Kalisalze und Steinkohle. Das bedeutete, dass nur der Staat Bergwerkseigentum erwerben konnte. Dieser konnte es in Form eines zeitlich beschränkten dinglichen Gewinnungsrechts Dritten übertragen.
Die Lex Gamp war der Startpunkt staatlicher Eingriffe zur Vermeidung von Monopolbildungen bis hin zur Regulierung von Preisen und der durch maßlose Zunahme von Kalibergwerken bedingten Überproduktion. Letzterem diente auch die sogenannte Stilllegungsverordnung vom 22. Oktober 1921.
Im § 83a dieser Verordnung heißt es:

„Eine Änderung der für die Einschätzung maßgebenden Verhältnisse bleibt bis zum 31. Dezember 1953 auf den Fortbestand und die Höhe der Beteiligungsziffer derjenigen Werke ohne Einfluss, welche bis zu diesem Zeitpunkt freiwillig stillgelegt werden. Eine dahingehende unwiderrufliche Erklärung ist bis zum 1. April 1923 (verlängert bis 31. Dezember 1926) der Kaliprüfungsstelle abzugeben. Diese setzt unter Berücksichtigung der wirtschaftlichen Verhältnisse, insbesondere der Salzvorräte, den Zeitpunkt fest, bis zu welchem die Stilllegung durchgeführt sein muss; eine Verlängerung dieser Frist über den 1. April 1924 hinaus ist nicht zulässig. Eine Stilllegung im Sinne dieses Absatzes bedingt, dass jede Förderung von nutzbaren Mineralien aus dem stillgelegten Schachte unterbleibt. Ausnahmen kann nur der Reichswirtschaftsminister nach Anhörung des Reichskalirates und der Kaliprüfungsstelle bewilligen.“

Die Erklärung zur freiwilligen Betriebsstilllegung des Kaliwerkes Schwarzburg bis zum Jahre 1953 auf der Grundlage des § 83a der Stilllegungsverordnung datiert vom 27. Januar 1925. Daraufhin erteilte die Kaliprüfungsstelle der Gewerkschaft Schwarzburg eine Beteiligungsziffer von 87,5 %.
Die Gewerkenversammlung beschloss am 12. Dezember 1928 die Liquidation der Gewerkschaft und die Veräußerung des Gesamtvermögens an die Burbach-Kaliwerke A.-G. Im Umtausch bot die Burbach-Kaliwerke A.-G. den Gewerken pro Kux nom. 500 RM Krügershall-Aktien mit einem Bezugsrecht auf junge Aktien 3:1. Das Umtauschangebot erging mit Wirksamkeit ab 15. Januar 1929.
Ab Oktober 1932 betrug die Beteiligungsziffer 3,9297 Tausendstel. Sie wurde bis zum Jahr 1953 an die Gewerkschaften Baden und Markgräfler verkauft. Dieser „Beteiligungshandel“ spricht sehr für die Absicht der Bergwerksgründer, das Kaliwerk Schwarzburg lediglich als einen sogenannten „Quotenschacht“ zu errichten.

### Schäden am Tagesschacht
Druckauswirkungen im Schacht verursachten bereits 1912 vertikale Risse in der Tübbingsäule bei Teufe 129,6–140,1 m, die sich vom 16. März bis 9. Mai 1912 erweiterten und im Juni wieder verengten. Im Juli 1912 wurden die schadhaften Tübbings ausgewechselt. 1920 wurden beschädigte Füllortpfeiler beseitigt und das Füllort in Mauerung mit Eisenarmierung gesetzt. 1925 wurde das durch Gebirgsdruck zerbrochene Mauerwerk des Schachtes erneuert (Teufenangabe fehlt). Beim Abbruch des Fördergerüstes sackte dieses 5–6 m in die Schachtröhre. Schachtklappen und Schutzbühne wurden völlig zertrümmert und stürzten in den Schacht. Der Schachtausbau insgesamt war zum Zeitpunkt der Stilllegung in gutem Zustand.

### Lotungs- und Untersuchungsarbeiten nach der Stilllegung

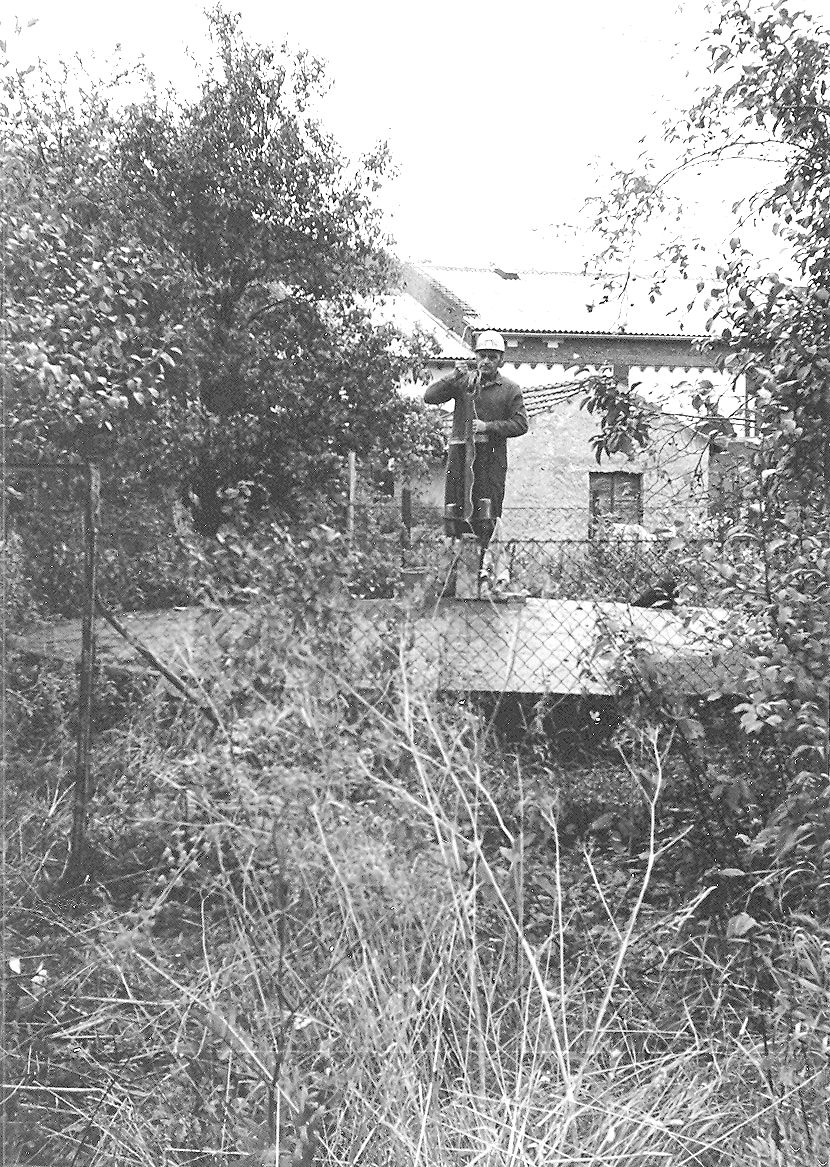
Untersuchungsarbeiten in der Schachtröhre des Schachtes Schwarzburg am 12. September 1978

BONK (1970) dokumentierte in seiner „Bergschadenkundlichen Analyse für das stillgelegte Kaliwerk Schwarzburg“ die seit Betriebseinstellung in der Schachtröhre eingemessenen Wasserstände (siehe Abb. 1, nachfolgend). In seiner geomechanischen Einschätzung kommt er zu dem Schluss, dass die versetzten Abbaue 1–6 Ost ein nach heutigen Gesichtspunkten günstiges Verhältnis von Abbaubreite zu Pfeilerbreite aufweisen (Sicherheitsfaktor > 4). Ihn verwunderte nicht, dass im Archivgut vermerkt ist: „Die Abbaue leiden unter erheblichem Druck“ … „es gibt beständige Schalenablösungen in der Firste, Aufwölbung der Sohle, Abblätterung am Pfeilerkern“, oder „die streichende Strecke und die Abbaue sind schon seit Monaten für normale Befahrungen nicht mehr zugängig. Bereits 1921 gingen Strecken von vor dem Krieg 1914 zu Bruch.“
PINZKE (1981) versuchte als erster den chemischen Informationsinhalt entnommener Wasser- bzw. Lösungsproben aus ersoffenen oder gefluteten Schachtröhren von stillgelegten Kali- und Steinsalzbergwerken für die Einschätzung bereits abgelaufener und künftig noch zu erwartender subrosiver Prozesse zu nutzen. So auch an dieser bergbaulichen Anlage. Er kam nach Vorlage der Laborergebnisse zu der Einschätzung, dass die dem Abbau 0 zugeflossenen Salzlösungen aus dem Hauptanhydrit stammten. Die Umrechnung der im Abschnitt zur Hydrogeologie aufgeführten alten CaO-Werte der Laugen dieser Zuflussstelle (Werte vom 11. Februar – 18. März 1925) auf äquivalente Mengen CaCl2 ergaben solche zwischen 168 und 208 g/l.

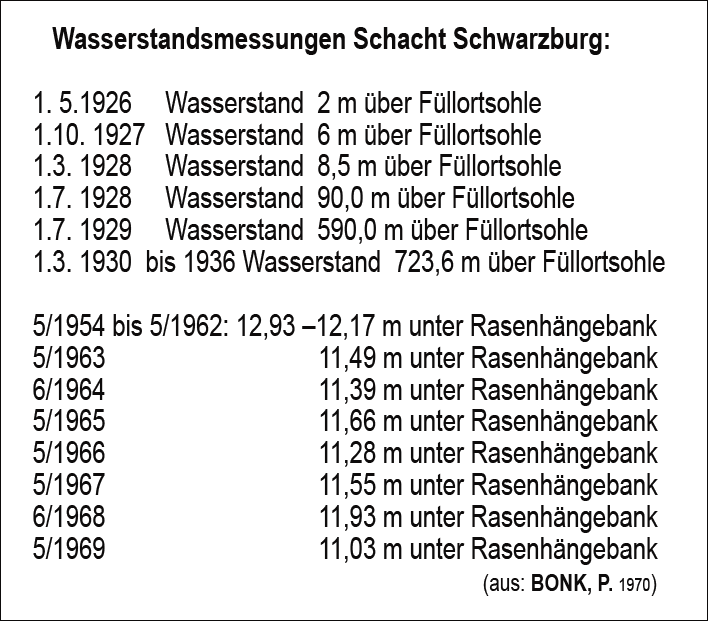
Abb. 1: Wasserstände
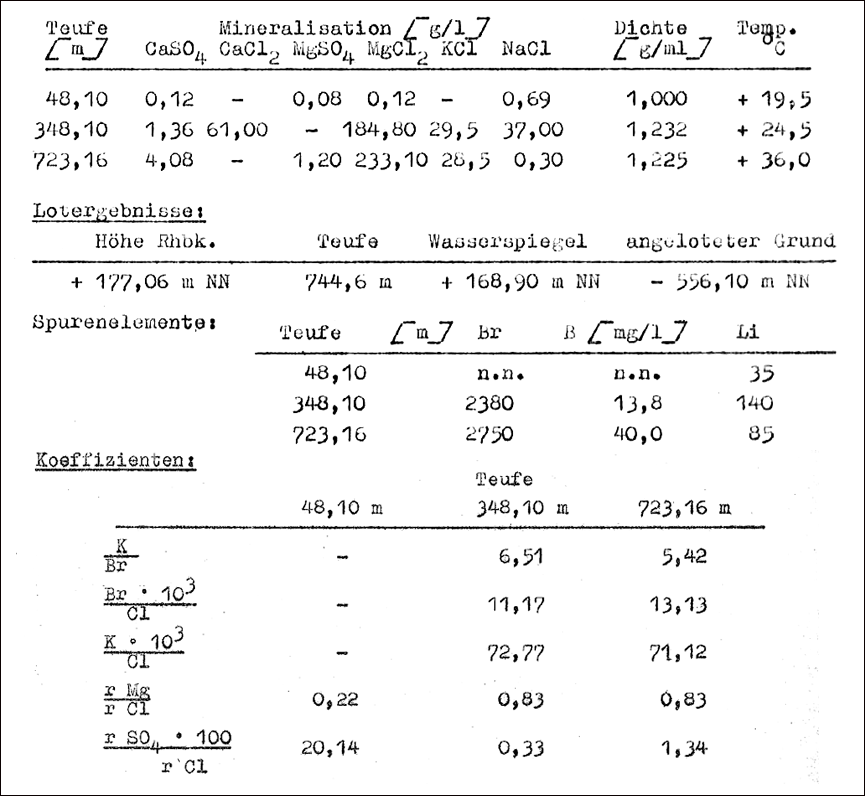
Abb. 2: Lotungen am 12. September 1978
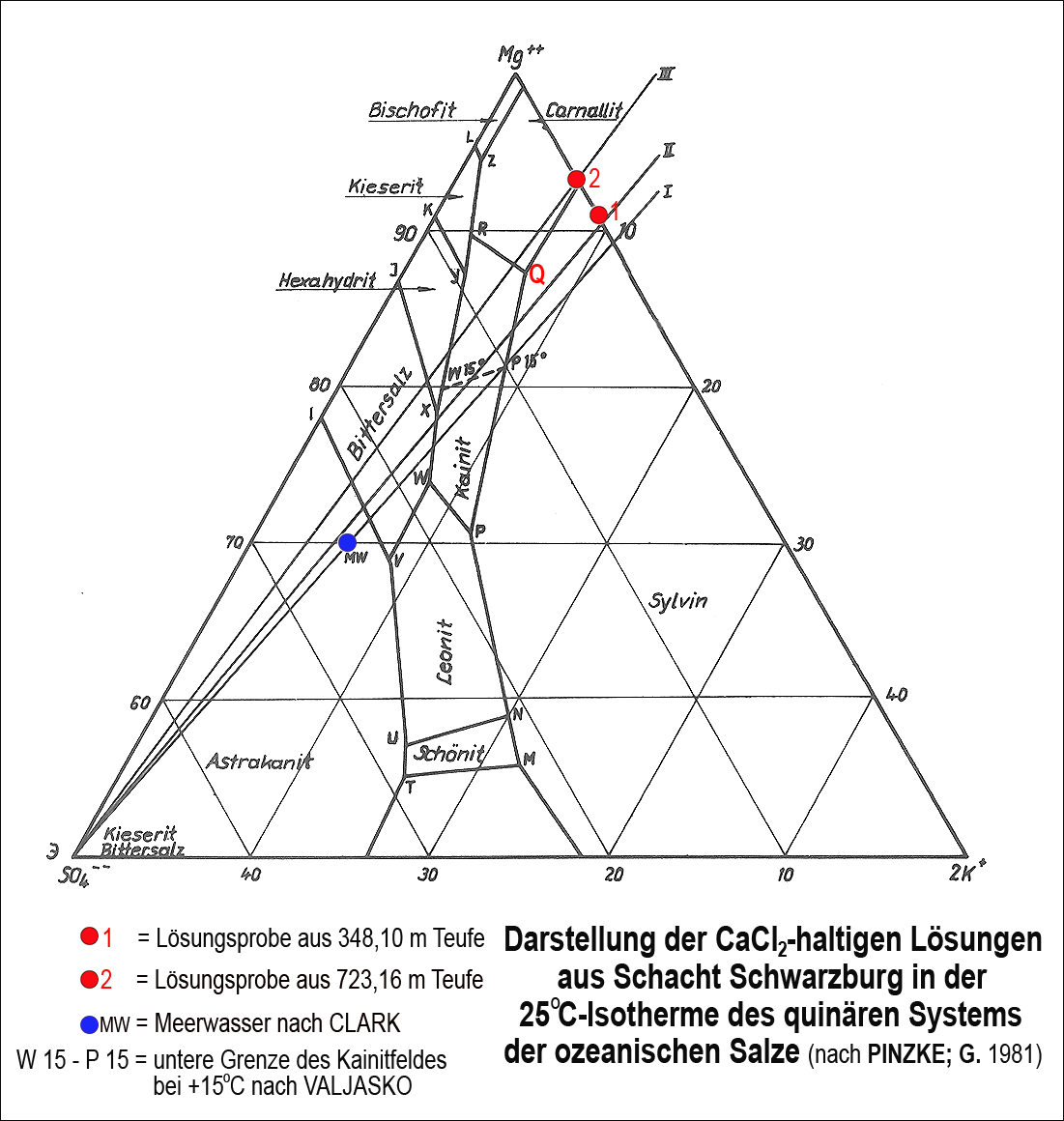
Abb. 3: Kationendreieck

Die Verdünnung dieser Lösungen durch Zuflüsse von Tageswässern galt damit als sicher (vergleiche Abb. 1: Pegelanstieg in den Jahren 1928–1930). Es ist, bei Betrachtung der Lage des darstellenden Punktes der Lösung aus Teufe 723,16 m auf dem Schnittpunkt der Linien I bis III und der Diagrammseite Mg ++ - 2 K+ (vergleiche Abb. 3: Darstellung im Kationendreieck) wahrscheinlich, dass die 724,6-m-Sohle bereits vor dem Eintreten größerer Süßwasserzuflüsse (vermutlich über den Wetterkanal) mit gesättigten Lösungen erfüllt war. Dafür spricht auch der B·10³/Cl-Koeffizient mit 13,13 (siehe Abb. 2: Tabelle Lotungsergebnisse). Die carnallititischen Zerstörungen stellen erfahrungsgemäß keine Gefährdungen für die Standsicherheit der Tagesoberfläche über dem Grubenfeld dar.

## Durchgeführte Verwahrungsarbeiten

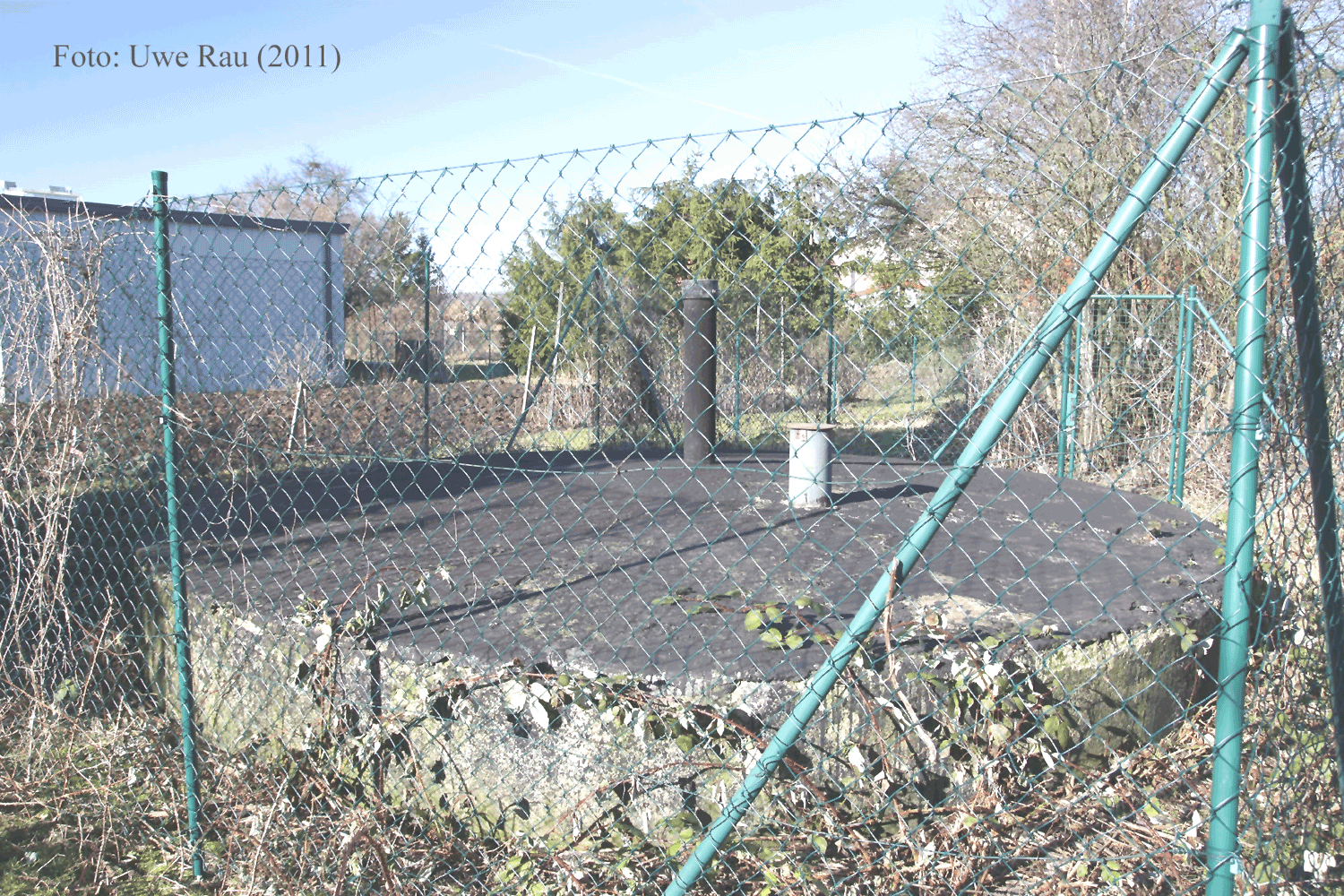
Ansicht der Schachtkopfsicherung des Kalischachtes Schwarzburg im Jahre 2011

Im Dezember 1926 kam man der Forderung des Bergamtes nach Abdeckelung des Schachtes nach. Über dem 1,1 m starken Schachtträgern wurden sieben Träger NP 20 einbetoniert. Der Schachtdeckel ist als kugelförmige Kappe ausgebildet, die an der Oberkante der Schachtmauer 0,75 m und in der Mitte 1,70 m stark ist.

## Heutiger Zustand (2012)
Mit dem Beitritt der DDR zum Geltungsbereich des Grundgesetzes galt dieser stillgelegte Schacht auch als „stillgelegte Anlage eines bergbaulichen Gewinnungsbetriebes, für den ein Rechtsnachfolger nicht vorhanden oder nicht mehr feststellbar ist“. Anstelle der Räte der Bezirke traten die jeweiligen Landesregierungen bis zum Erlass entsprechender ordnungsbehördlicher Vorschriften („Thüringer Gesetz über die Gewährleistung der öffentlichen Sicherheit und Ordnung in Objekten des Altbergbaus und in unterirdischen Hohlräumen (Thüringer Altbergbau- und Unterirdische Hohlräume-Gesetz – ThürABbUHG“ vom 23. Mai 2001 (veröffentlicht im ThürGVBl Nr. 4 vom 31. Mai 2001, S. 41) i. d. F. der „Änderung durch das Thüringer Gesetz zur Anpassung von Behördenbezeichnungen in der Bergverwaltung“ vom 3. Dezember 2002 (GVBl S. 430, 431))) ein. Somit steht bis dato diese stillgelegte Schachtanlage ordnungsrechtlich bezüglich der Fürsorgepflicht zwecks Gefahrenabwehr in der Zuständigkeit des Thüringer Landesbergamtes (siehe auch „Leitfaden Verwahrung Tagesschächte“). Zur Gewährleistung der öffentlichen Sicherheit ist der unmittelbare Zugang mittels Maschendrahtzaun vor unbefugtem Betreten gesichert (siehe nebenstehendes Foto).
„Heute ist vom ehemaligen Kaliwerk noch eine begrünte Halde, Wohnhäuser, in dem der Obersteiger und andere leitende Angestellte wohnten und die Kaue zu sehen, in der die Stanzerei Karl Steinhof die Produktion aufgenommen hat. Die abgesperrte Schachtabdeckung mit dem Lotungsrohr ist gegenwärtig mit Gebüsch zugewachsen. Hier müsste das Bergamt in Gera wirksam werden, um entsprechende Kontrollen durchführen zu können. Der Straßenname „Schacht“ weist noch den Weg zum Standort des ehemaligen Kaliwerkes“.